# Musa-Baba-Türbe
Die Musa-Baba-Türbe (griechisch Τεκές Μουσά Μπαμπά Tekés Musá Babá) ist eine Türbe (Mausoleum) aus der osmanischen Zeit in der Oberstadt von Thessaloniki in Griechenland, an der Platia Terpsitheas (Πλατεία Τερψιθέας). Sie stammt aus dem 16. Jahrhundert.

## Beschreibung

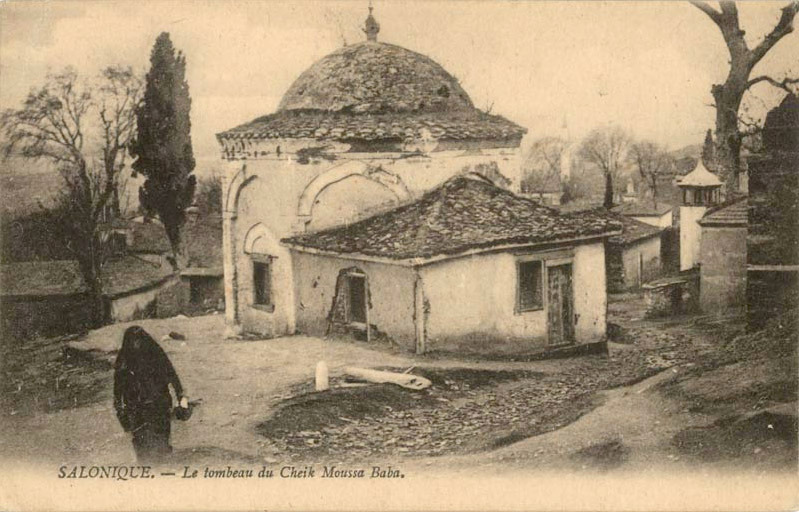
Musa-Baba-Türbe zu Beginn des 20. Jahrhunderts

Die Türbe ist ein achteckiges Gebäude mit einer bleigedeckten Kuppel. Sie war die Ruhestätte eines gewissen Musa Baba (nach dem sie benannt wurde), eines als Heiligen verehrten Mitglieds des Bektaschi-Ordens. Der heutige Terpsitheas-Platz war einstmals der Hof einer Tekke (ein Versammlungsort der Derwische). Die Tekke wurde vor 1527 und wahrscheinlich während der Zeit von Sultan Bayezid II. (1481–1512) gegründet und in der Zeit von Sultan Mahmud II. zerstört. Die Musa-Baba-Türbe wurde von 2011 bis 2015 vom Ephorat für byzantinische Altertümer restauriert. Es ist
das einzige osmanische Mausoleum in Thessaloniki, das unversehrt erhalten ist.
Als im Zuge des Bevölkerungsaustausches zwischen Griechenland und der Türkei 1923 christliche Flüchtlinge aus Kleinasien in die Stadt kamen, nutzten sie das Gebäude weiterhin. Südlich der Türbe befindet sich ein Schrein für den Heiligen Charalambos. Die Gebeine von Musa Baba wurden 1923 mit nach Istanbul genommen.
Auch danach noch zog die Musa-Baba-Türpe Pilger an. Noch in den 1930er Jahren entzündeten christliche Frauen aus den umliegenden Vierteln Kerzen am Grab des Musa Baba und riefen ihn um Hilfe an (gegen die Malaria). Musa Baba wurde im Volksglauben vor Ort mit dem christlichen Heiligen Sankt Georg gleichgesetzt.